# Kurt Schönner
Kurt Schönner (* 11. Januar 1883 in Berlin; † 5. Februar 1942 ebenda) war ein deutscher Staatsbeamter.

## Leben und Wirken
Schönner studierte Rechtswissenschaften und studierte zum Dr. jur. Anschließend trat er in den Staatsdienst ein: 1911 wurde er zum Gerichtsassessor, 1914 zum Staatsanwalt und 1922 zum Ersten Staatsanwalt ernannt. Seit den 1920er Jahren war Schönner im Preußischen Innenministerium tätig, wo er 1923 zum Oberregierungsrat und 1925 zum Ministerialrat befördert wurde. 
Von etwa 1924 bis zur gewaltsamen Entmachtung der preußischen Landesregierung durch die Reichsregierung von Papen im Zuge des sogenannten Preußenschlages vom 20. Juli 1932 leitete Schönner die Politische Gruppe in der Polizeiabteilung des Innenministeriums. In dieser Funktion spielte er eine führende Rolle bei den Verfolgungs- und Verbotsmaßnahmen gegen die NSDAP und ihre Untergliederungen sowie gegen die Kommunisten. Graf zufolge war Schönner nach nationalsozialistischer Auffassung der Hauptverantwortliche für das SA-Verbot von 1932 und einige ähnliche Maßnahmen.
Nach dem Preußenschlag wurde Schönner durch Erwin Schütze ersetzt und stattdessen zum stellvertretenden und kommissarischen und dann zum ordentlichen Regierungspräsidenten in Frankfurt an der Oder ernannt. Im Verfahren des Landes Preußen gegen die Reichsregierung wegen der Ereignisse vom 20. Juli trat Schönner als einer der Hauptbelastungszeugen der Reichsregierung gegen die preußische Regierung respektive für deren vorgeblich mangelnde antikommunistische Aktivitäten auf. Abegg meinte später, Schönner sei an der Vorbereitung und Durchführung des Papenputsches vom Juli 1932 beteiligt gewesen, sei „jedenfalls völlig umgeschwenkt“. Angebliche Kontakte Schönners zur NSDAP wurden von Johannes Stumm behauptet, von Robert Kempner dagegen bestritten.
Kurz nach dem Machtantritt der Nationalsozialisten im Frühjahr 1933 wurde Schönner auf Betreiben Kurt Dalueges und Wilhelm Kubes wegen seiner früheren antinationalsozialistischen Tätigkeit beurlaubt.
Im Mai 1937 ging Schönner zusammen mit Franz Janich und dem Freiherrn von Senden eine Rechtsanwaltsgemeinschaft ein, die ihren Sitz Unter den Linden 38 in Berlin hatte.